# Isak Zeeb
Adam Christian Andreas Isak Zeeb (15. ledna 1863, Niaqornat – 18. srpna 1932, Illorsuit) byl grónský lovec a zemský rada zasedající v první severogrónské zemské radě.

## Život
Isak Zeeb byl synem lovce Oleho Magnuse Zeeba (1822–1868) a jeho ženy Agathe Else (1829–1887). Dne 11. února 1891 se v Qaarsutu oženil s Marií Sarou Hanne Nielsen (1873–?), dcerou bednáře Karla Johana Nielsena a jeho ženy Sofie Vilhelmine Markussen. Zeeb později žil jako lovec v Illorsuitu. V letech 1913 až 1915 zasedal za Thomase Løvstrøma v první Severogrónské zemské radě. Zemřel v roce 1932 ve věku 69 let.